# Jalatunda
Jalatunda este un sat din Indonezia. Are o populație de 4.365 locuitori.